# Baltic Cup 1932
Baltic Cup 1932 – piąta edycja turnieju towarzyskiego Baltic Cup, rozegrana w dniach od 28 do 30 sierpnia 1932 w stolicy Łotwy – Rydze. W turnieju tradycyjnie wzięły udział trzy zespoły: drużyna gospodarzy, Litwy i Estonii.

## Mecze
| 28 sierpnia: |  | Łotwa | 4 | – | 1 | Litwa |

| 29 sierpnia: |  | Litwa | 2 | – | 1 | Estonia |

| 30 sierpnia: |  | Łotwa | 1 | – | 0 | Estonia |

## Końcowa tabela
| M | Reprezentacja | L.m. | Zw. | Rem. | Por. | Bramki | R.br. | Pkt |
| 1 | Łotwa         | 2    | 2   | 0    | 0    | 5:1    | +4    | 4   |
| 2 | Litwa         | 2    | 1   | 0    | 1    | 3:5    | -2    | 2   |
| 3 | Estonia       | 2    | 0   | 0    | 2    | 1:3    | -2    | 0   |

Triumfatorem turnieju Baltic Cup 1932 została Łotwa.